# Џабулани Лиње
Џабулани Лиње (7. новембар 1994) малавски је фудбалер.

## Репрезентација
За репрезентацију Малавија дебитовао је 2017. године. За национални тим одиграо је 7 утакмица.

## Статистика
| Малави | Малави | Малави |
| Год.   | Ута.   | Гол.   |
| ------ | ------ | ------ |
| 2017   | 4      | 0      |
| 2018   | 3      | 0      |
| Укупно | 7      | 0      |